# 布丽安娜·柴之死
2023年2月11日，英国沃灵顿镇伯奇伍德一名16岁跨性别少女布丽安娜·柴（英語：Brianna Ghey，/dʒaɪ/ JY，2006年 - 2023年2月11日）于库尔切斯的库尔切斯线性公园（Culcheth Linear Park）遭到杀害。柴郡警方已拘留一男一女两名15岁的嫌疑人。目前，嫌疑人的作案动机还不明确；警方称他们正在探索各种可能性，包括将这起事件作为一宗仇恨犯罪调查。

## 事件背景

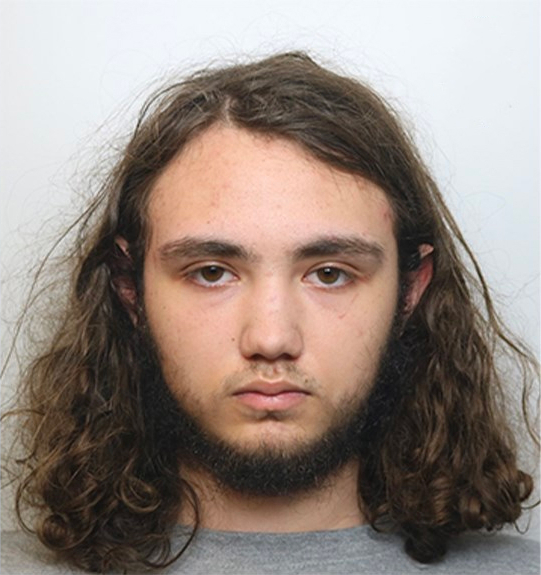
嫌疑人之一Eddie Ratcliffe的照片

布丽安娜·柴是伯奇伍德社区高中的一名11年级的跨性别女生。她的父母形容她为“一个会给每个遇到她的人留下持久印象的，有些传奇色彩的人物”。据柴的朋友说，柴常帮助更年幼的跨性别女孩安全合法地接受激素替代疗法。柴的朋友还对记者说，柴在遭到杀害前经受了多年恐跨骚扰，包括被多人围殴。学习之余，她还是一名TikTok用户，在她名为@gingerpuppyx的TikTok账户上发表其身着校服模仿流行歌曲的短视频，并积攒了超过63,000名粉丝。她最后的几条TikTok之一说她“被学校排斥了”。她在该平台上发布的最后一条短视频中，可以看见她在她后来遇害的公园散步；该视频目前已有超过8,000条评论。目前，她的TikTok账户已被注销。

## 事件经过
2023年2月11日下午，柴在库尔切斯线性公园的一条小路上被人发现，当时身上有多处刀伤。紧急服务于下午3点13分获悉这一情况，而她被当场宣布死亡。英国内政部尸检将会确定死因。2023年2月15日，检察官莉安·加拉格尔（Leanne Gallagher）表示，嫌犯对柴的袭击是“极其残忍且极具惩罚性质的”。
2023年3月8日，沃灵顿验尸官法庭开始对柴的死因展开调查。不过，该调查随后被延期至审判结束。调查前的听证会将于2023年8月17日举行。
柴的葬礼于3月15日在沃灵顿圣埃尔芬教堂举办。

## 事件后续

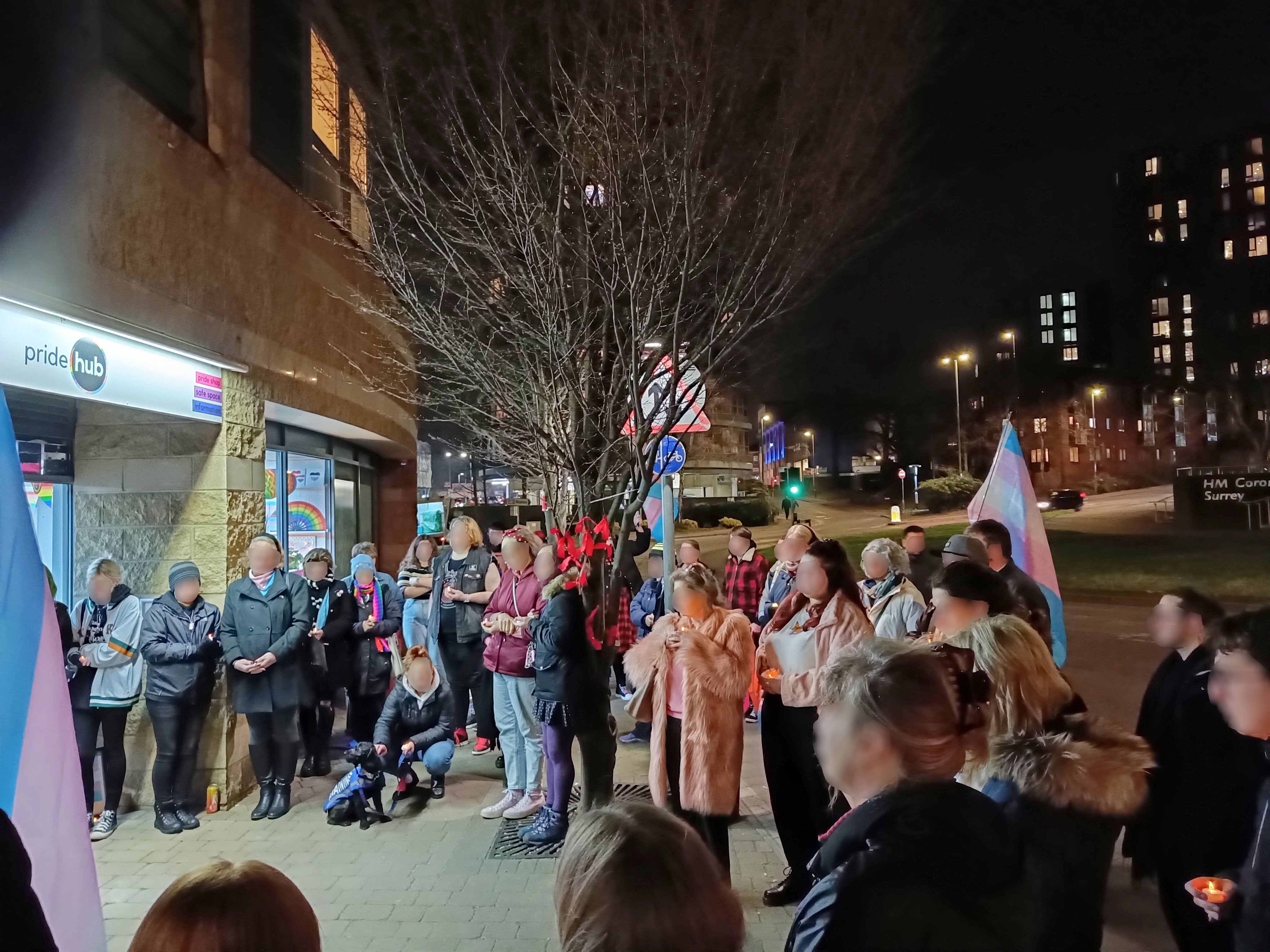
在萨里郡沃金为纪念柴而举办的烛光守夜活动。

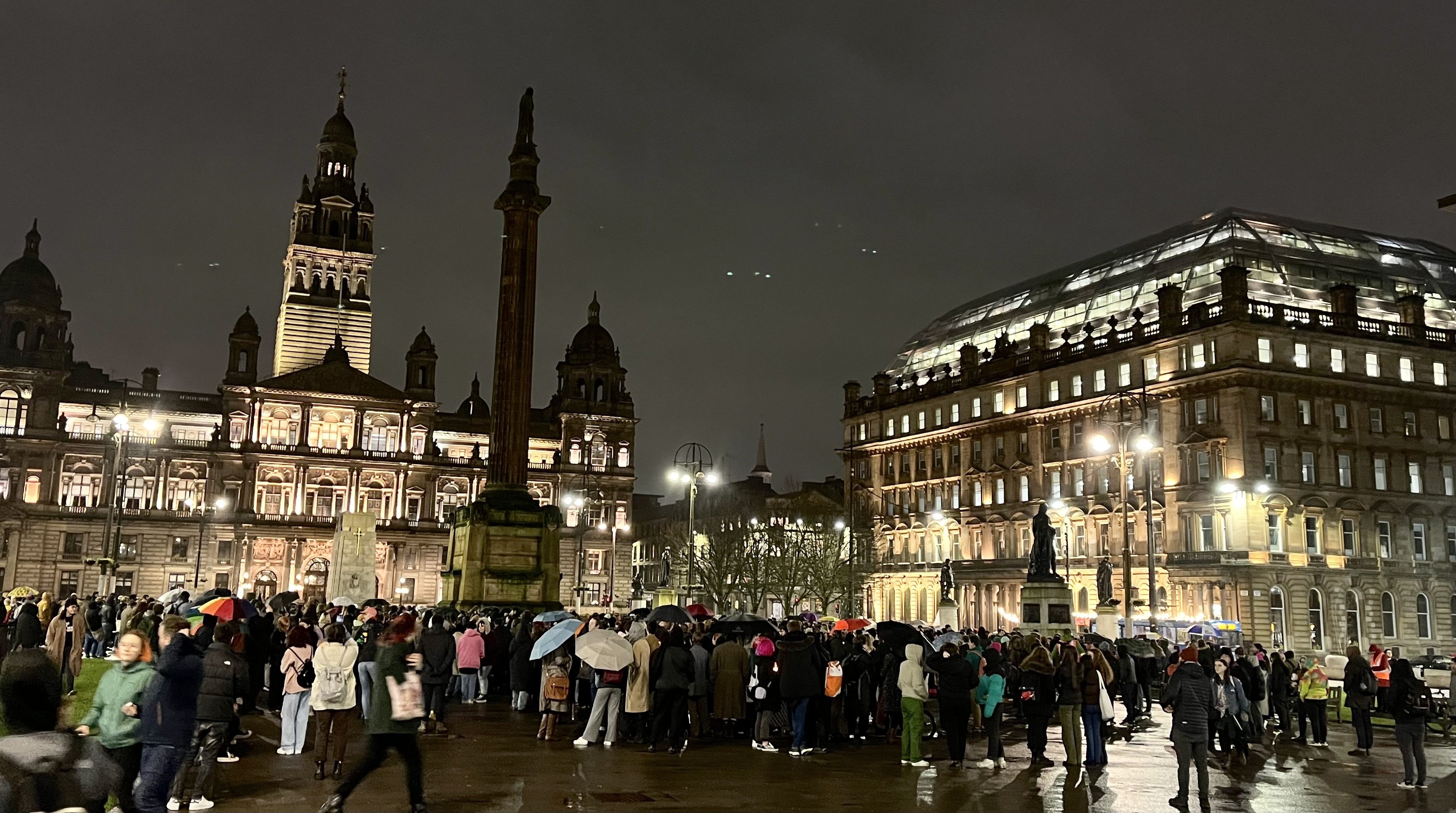
苏格兰格拉斯高为纪念柴而举办的烛光守夜集会。

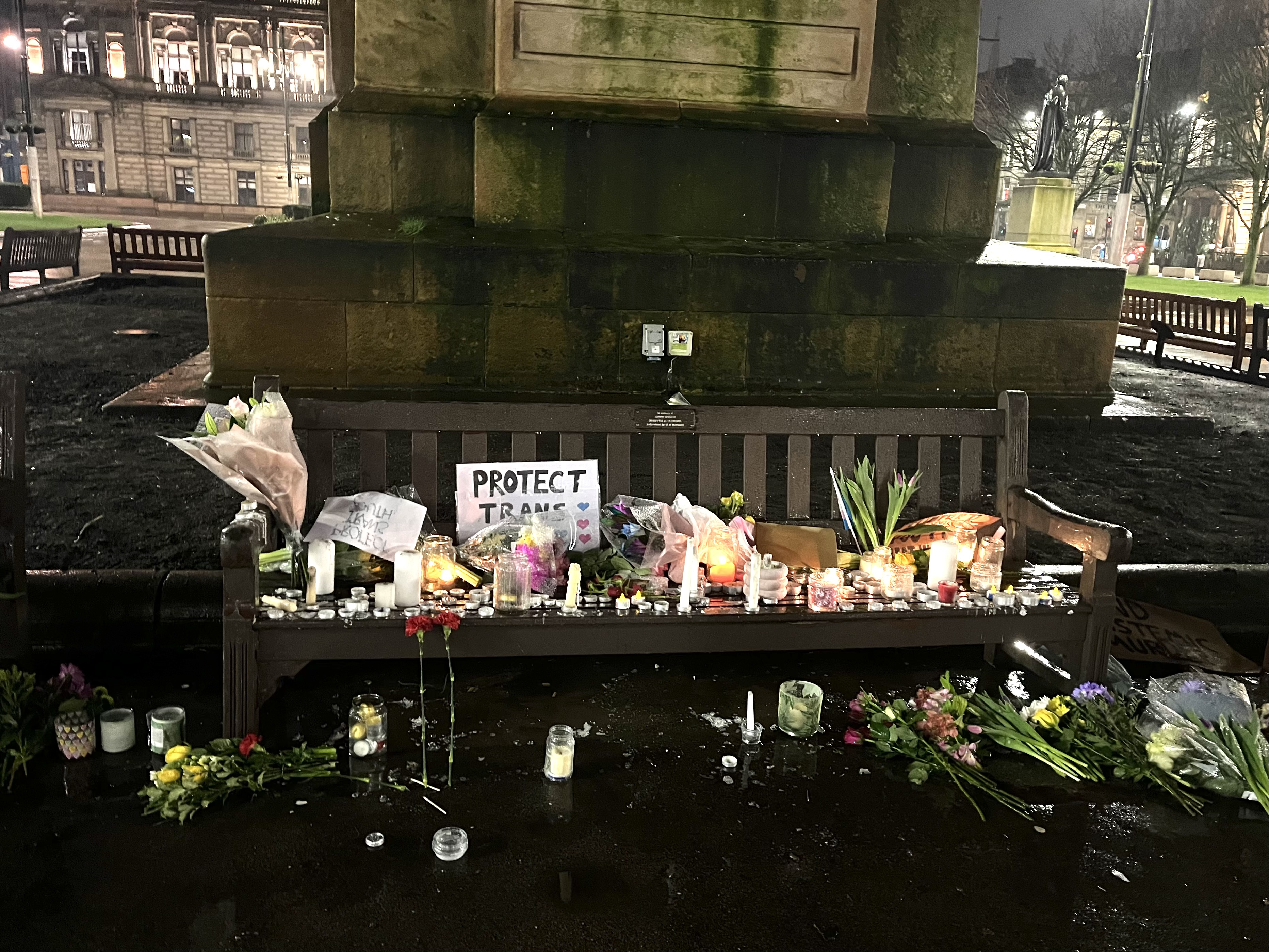
2月16日晚，苏格兰格拉斯高乔治广场上为纪念柴而举办的烛光守夜集会参与者在现场留下的鲜花、蜡烛、卡片与标语。图中是现场三个摆满了纪念物品的长椅之一。

由柴好友在众筹网站GoFundMe上设立的众筹于三天内募集了70,000英镑的善款；这些钱将用于帮助柴的家人。在柴去世后的一周内，英国各地和爱尔兰都柏林都举行了烛光守夜活动；不少守夜活动的参与者高达几百乃至上千。一名柴郡警方调查官员表示，柴的家人们为“来自全国乃至世界各地的支持、正面的态度和同情的消息”所震撼。
2月13日，案发现场设立了禁飞区，以阻止无人机飞到现场上空。尽管如此，仍有人继续操纵无人机飞过现场。此举引来警方谴责。
LGBTQ主题广播电台Gaydio宣布，它已与英国的其他LGBTQ电台合作，将一同在2月17日上午11点进行一分钟默哀。在默哀前，自己亦为跨性别的主持人斯蒂芬妮·赫斯特会先主持一个特别专题，在专题中回顾跨性别者常常经受的歧视与暴力，并且向柴致敬。
由于英国法律禁止未成年人获取性别承认证书，柴的死亡证明将很可能对她性别错称。美国民权律师亚历杭德拉·卡拉巴洛写道：“性别批评者不断为之斗争的性别承认法案，以及他们恐怖化、妖魔化的语言，意味着布丽安娜·柴的死亡证明无法将她的性别列为女性。作为最后的侮辱，英国政府官方在她死后也要对她性别错称。” 性别批评者（英语：gender criticals）指那些认为生物性别是真实的、最重要且不可改变的，且不应该和性别认同混淆的女性主义者。他们认为女性主义应当基于生物性别，而非社会性别。推特上有用户发起运动，呼吁英国政府向柴颁发性别承认证书，“这样她才能在死后维持自己的尊严——对这世上其他人来说理所当然的尊严。”
一份呼吁在柴的死亡证明上追认她性别为女性的请愿书收集到了13,000多个連署，但这份请愿书遭到英国政府回绝。英国政府回应称，目前其政策“平衡得刚刚好”，因此没有改变政策的计划。

## 嫌疑人
两名15岁的嫌疑人(Scarlett Jenkinson, Eddie Ratcliffe)于2023年2月12日晚被柴郡警方逮捕并拘留；这其中一名男孩来自利，而另一名女孩来自沃灵顿。警方称该事件为“有针对性的袭击” 并在先前表示没有证据显示该案件为仇恨犯罪之后，自2月14日起将该事件作为潜在的仇恨犯罪调查。
2月15日，两名嫌疑人都被法官拒绝保释，被关押于未成年犯管教所，并于次日上午在利物浦皇家法院出庭。此次出庭，大卫·奥布里（David Aubrey）法官将其还押于未成年犯管教所，直到预定5月2日举行的预审听证会为止。两名嫌疑人可以但并非必须在这场听证会上选择无罪抗辩或是认罪。他们被还押直至5月11日的另一场听证会。2023年6月的报道称，两名嫌疑人的审判预定于2023年11月27日开始。2023年7月20日的一场预审听证会中，其中一名嫌疑人提出无罪抗辩。另一名嫌疑人在同年10月4日的预审听证会上也提出无罪抗辩。审判预计将持续大约三周时间。

## 各方反应
柴之死引来她的家人、当地社区、政治家、慈善机构、社会活动家和音乐家的回应。柴的家人称她的死“给我们的家庭留下了一个巨大的空洞”。伯奇伍德社区高中的校长艾玛·米尔斯（Emma Mills）说：“听到布丽安娜的死讯后，我们感到无比震惊和悲痛。” 据英国《独立报》报道，柴学校一位朋友的家长批评警方最初的声明，说：“说实在的，她已经因为她的性取向而被霸凌了。这当然是一起仇恨犯罪。”
英国工党议员道恩·巴特勒发推文说“媒体中任何对她弃名错称，企图抹去布丽安娜的身份的人，都应该为自己感到羞耻。” 另一位工党议员纳蒂亚·惠托姆说“布丽安娜本应有机会长大成年，成为一位漂亮的女性，活着看到一个跨性别者可以安全生活并受到尊重的世界。” 工党前领袖杰里米·科尔宾回应：“她因想做自己而被杀，”“我的心与布丽安娜的家人，以及为安全、尊严和自由而战的跨性别社区同在。”
据《迈阿密先锋报》报道，LGBTQ社群中成千上万的人及社交媒体用户都为柴哀悼。LGBT权益慈善机构石墙组织和跨性别青少年慈善机构美人鱼组织都对柴的家人表示同情。
英国音乐人Yungblud说这场谋杀使他“心碎”。他呼吁“每时每刻都要保护跨性别儿童，并和我们邪恶的政府所推动的反跨情绪和法案进行斗争。” 朋克乐队Big Joanie对这起谋杀表达厌恶，并声援“所有仅仅因为其存在而不得不每天为自己的安全和生命感到担忧和恐惧的人们”。摇滚乐队Reverend and the Makers说：“布丽安娜·柴的死使我感到非常难过”；他们还发问“为什么就不能对他人友好、尊重一点了呢？”

### 对于英国媒体的批评
英国部分媒体对柴之死的报道受到了谴责。跨性别权益组织Trans Safety Network表示，英国一些媒体在报道柴死讯时对她“公开侮辱”。BBC新闻和天空新闻台最初的报道中都没有提到柴的跨性别身份。而《泰晤士报》由于从其原先报道中删除了“女孩”（girl）一词并加上了柴的弃名而受到猛烈批评。《泰晤士报》后来又对其文章修改，去除了柴的弃名并加回了“女孩”一词。
《玛丽苏》网站谴责英国媒体中的恐跨氛围以及对柴之死的恐跨式报道。人权法教授森托伦·拉杰（Senthorun Raj）说：“我们都有责任挑战媒体和政客将跨性别者非人化的阴险行为。” Novara Media记者阿什·萨卡称她“无法想象一个人该是有多么冷酷，才能选择做出这样的编辑，以在柴死后还要践踏她的尊严。” 工党议员夏洛特·尼科尔斯表示，她将向《泰晤士报》和独立新闻标准组织提交投诉；她说：“无论是谁都完全没有必要在她已经在媒体报道中被标识为跨性别者的情况下对她弃名错称。”
NBC新闻在对这起谋杀事件的报道中总结道：“过去几年中，英国的政治氛围对于跨性别者越来越敌视”，并举出英国作家J.K.罗琳公开批评跨性别权益，以及BBC於2021年報導的《我们正被跨性别女人逼着做爱》等例子。美国杂志《Vogue》将这起谋杀和网上的跨性别恐惧相联系，并写道：“对跨性别权益的质疑几乎毫不间断，不停强化着跨性别男女试图愚弄我们、欺骗我们的想法，使我们觉得他们个人深刻的性别认同是对现状和我们的生活方式的一种侮辱。”